# Klaus Töpfer
Klaus Töpfer (Waldenburg, Baja Silesia; ahora Wałbrzych, Polonia, 29 de julio de 1938-8 de junio de 2024) fue un político alemán (CDU), experto en política ambiental. Desde 1998 a 2006 fue director ejecutivo del Programa de las Naciones Unidas para el Ambiente (PNUMA).

## Biografía
Töpfer estudió economía en Maguncia, Fráncfort del Meno y Münster. En 1968 obtuvo su doctorado en la Universidad de Münster. Después de ser funcionario del gobierno, profesor y asesor en políticas de desarrollo fue nombrado ministro de Medio Ambiente y Salud del gobierno regional de Renania-Palatinado en 1985. En 1987, Töpfer fue nombrado ministro Federal Alemán de Medio Ambiente, Conservación de la Naturaleza y Seguridad Nuclear de acuerdo con el canciller Helmut Kohl. De 1994 a 1998 ocupó el cargo de ministro Federal de Ordenación del Territorio, Ingeniería Civil y Urbanismo. Fue miembro de la Bundestag desde 1990 a 1998 y miembro del Comité Directivo de la CDU de 1992 a 1998.
En 1998 Töpfer fue nombrado Secretario General Adjunto de las Naciones Unidas, director general de la oficina de las Naciones Unidas en el Nairobi y el director Ejecutivo de la United Nations Environment Programme. En junio de 2006 fue sucedido en este cargo por Achim Steiner. Como director del PNUMA, ha tenido un papel clave en medir y tratar de remediar los costos ambientales del tsunami que hubo en Asia en el año 2004.
En 2009 Töpfer fue nombrado director fundador del Instituto de Estudios de Sostenibilidad avanzadas (IASS), que llevará a cabo la investigación entre los problemas climáticos y la economía sostenible. Este instituto estará ubicado en Potsdam, Alemania. La financiación de los institutos serán proporcionados por el Ministerio Federal de Educación e Investigación de Alemania.
Actualmente es miembro del Consejo Asesor de la Fundación Alemana para la Población Mundial y en el Consejo de la Fundación Holcim para la Construcción Sostenible.
Töpfer ganó honores y premios entre los que se encuentran la Gran Cruz Del Orden Del Mérito de 1997 o Ciudadano Honorario de Hexter de 2011.